# Epilobium lipschitzii
Epilobium lipschitzii là một loài thực vật có hoa trong họ Anh thảo chiều. Loài này được Pachom. mô tả khoa học đầu tiên năm 1983.